# Schloss Kleinerdlingen
Schloss Kleinerdlingen ist ein ehemaliges Johanniterschloss in Kleinerdlingen, einem Ortsteil der Stadt Nördlingen.

## Geschichte
Kleinerdlingen wird bereits im 13. Jahrhundert als Kommende des Johanniterordens erwähnt. 1808 säkularisiert, wurde das Schloss 1809 durch Maximilian Freiherr von Welden erworben. 1842 veräußerten seine Erben den Besitz an den Braumeister Joseph Bocksberger. Das bestehende Schloss wurde von der Familie Siegling in Abschnitten von 1975 bis 2011 saniert.
Das Schloss befindet sich in Familienbesitz und ist in der historischen Aufarbeitung. Es wird gegenwärtig als Kulturgut genutzt und aufwändig nach historischem Vorbild modernisiert.

## Architektur
Drei Trakte des ursprünglich vierflügeligen Wasserschlosses sind erhalten. Der Hauptbau mit oktogonalen Ecktürmen stammt zusammen mit den Seitenflügeln von 1610–14 un wurde im 17./18. Jahrhundert barockisiert. Reste der Umfassungsmauer sind erhalten.